# Świątynia Romulusa
Świątynia Romulusa (Divus Romulus) – mała okrągła świątynia na Forum Romanum, na wschód od Świątyni Antonina i Faustyny. Pierwotnie poświęcona była Jowiszowi Statorowi, lecz Maksencjusz dedykował ją swemu zmarłemu w 309 r. synowi Romulusowi. Po upadku Maksencjusza, Konstantyn I Wielki przywrócił w niej kult Jowisza i Penat.

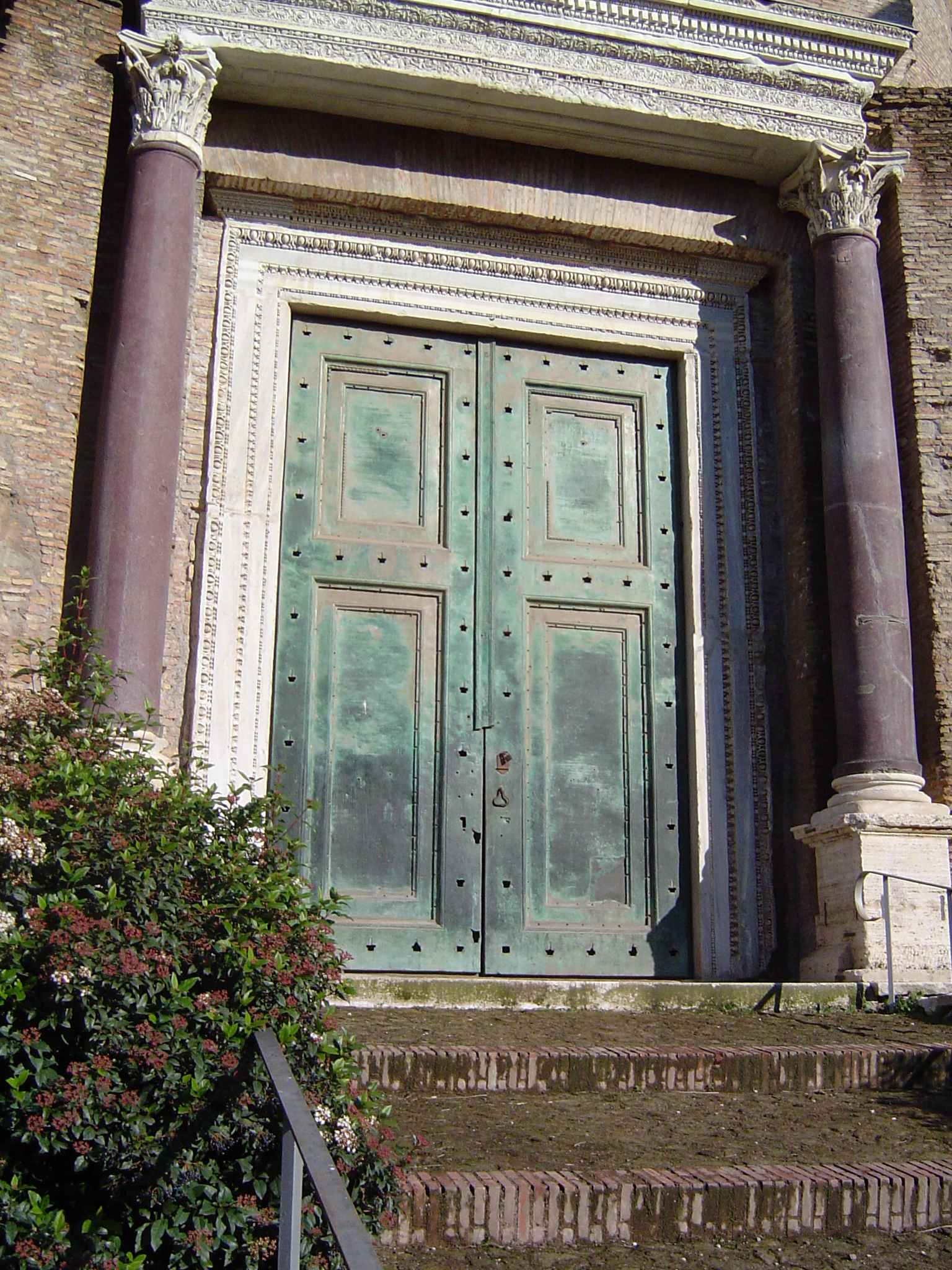
Portal świątyni

Świątynia jest zachowana w bardzo dobrym stanie, ponieważ utworzono z niej westybul kościoła śś. Kosmy i Damiana. Na szczególną uwagę zasługuje brązowy portal, będący częścią oryginalnego wystroju świątyni z początku IV w. n.e.